# Kerstin Alexander

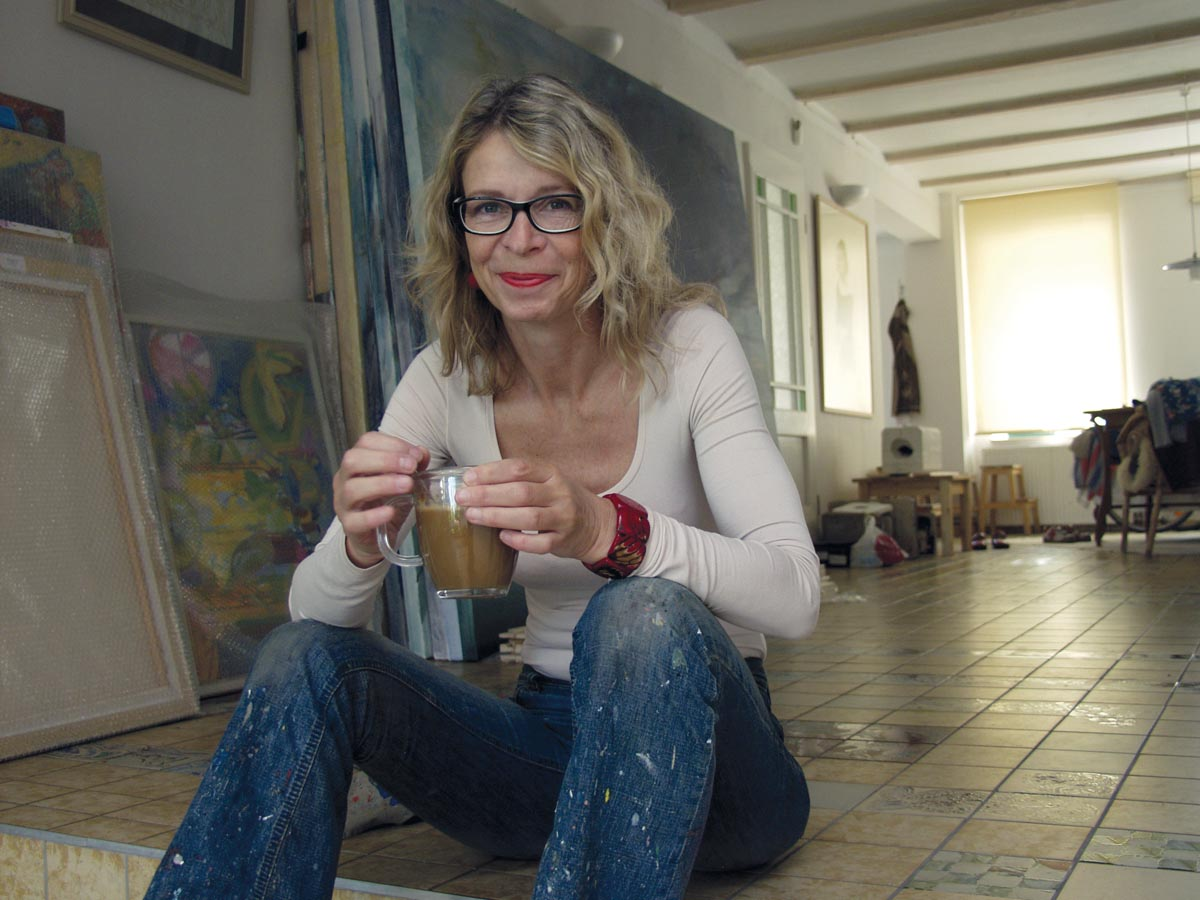
Kerstin Alexander im Atelier (2015)

Kerstin Alexander (* 7. Juni 1961 in Jena) ist eine deutsche Malerin, Grafikerin und Hochschullehrerin.

## Leben
Nachdem sie das Abitur in Jena abgelegt hatte, erlernte Kerstin Alexander das Handwerk des Handbuchbindens in der traditionsreichen Otto-Dorfner-Werkstatt in Weimar. Von 1981 bis 1986 studierte sie an der Burg Giebichenstein Hochschule für Kunst und Design Halle in Halle an der Saale Bucheinbandgestaltung und Gebrauchsgrafik. 1986 schloss sie mit dem Diplom im Fachbereich Gebrauchsgrafik bei Gerhard Voigt ab und absolvierte danach ein Meisterstudium im Fach Illustration bei Eva Natus-Šalamoun.
In den nachfolgenden Jahren arbeitete sie als freischaffende Künstlerin in Halle (Saale). Sie illustrierte zahlreiche Bücher für Kinder und Erwachsene, gestaltete Plakate und Bühnenbilder. 1998 wurde sie von der Hochschule Merseburg als Professorin für Technik-Illustration und Grafikdesign berufen. Sie forschte zum Thema der Barrierefreiheit von Text und Bild. Es entstanden zahlreiche Fachbücher und Artikel. Von 2009 bis 2010 hatte sie eine Gastprofessur für Grafikdesign an der German University in Cairo, Ägypten inne. Neben ihrer Lehrtätigkeit in Merseburg lehrte sie von 2022 bis 2024 im Rahmen eines DAAD Projektes an der Pwani University in Kilifi, Kenia.
Die Malerei und Grafik von Kerstin Alexander wurde in zahlreichen Einzelausstellungen und Ausstellungsbeteiligungen präsentiert. Ihre großformatigen Landschaften stellen eine Auseinandersetzung mit der vom Menschen überformten Umwelt dar. Oft wandte sie sich der Darstellung unspektakulärer Silhouetten mitteldeutscher Landschaften zu.
Kerstin Alexander lebt und arbeitet in Halle (Saale).

## Auszeichnungen
- 2017: Kunstpreis „power partnership“ der jenacon foundation gGmbH[7]

## Personalausstellungen (Auswahl)
- 1989: „Kerstin Alexander – Malerei.“ Burgmuseum Querfurt
- 1992: „Aufschwung Ost.“ Museum für Geschichte, Halle
- 2005: „Lapidarium einer Typografin.“ Kulturhistorisches Museum Schloss Merseburg, Merseburg
- 2007: „Rückzugsorte.“ SCHOTT Glasmuseum und SCHOTT Villa, Jena
- 2010: „Windräder und Luftgeister.“[8] Kulturhistorisches Museum Schloss Merseburg, Merseburg
- 2010: „Blick mit Störung.“ Galerie Stelzer und Zaglmaier, Halle[3]
- 2018: „Kopf, Land, Fluss.“[9] HERBSTSALON Verein für Kunstausstellungen e.V. im MDR Landesfunkhaus Sachsen Anhalt (mit Cornelia Weihe), Magdeburg
- 2018: „Zweigestirn.“[10] Kunstverein Coburg e.V. (mit Winfried Alexander), Coburg
- 2024: „Spielräume.“ Kunstraum Au (mit Winfried Alexander und Adrian Alexander), München[11]
- 2024: "Bilder von Kerstin Alexander im Landessozialgericht"[12] Landessozialgericht Sachsen-Anhalt

## Buchillustrationen
- Don Nino oder die Geografie der Träume. Künstlerbuch mit Original Farb-Lithografien. Burg Giebichenstein, Halle.
- Alfred Körner: Hans und Franz. VEB Postreiter-Verlag, Halle 1987, ISBN 3-7421-0207-9.
- Detlef Stallbaum: Die kleine grüne Raupe. Postreiter-Verlag, Halle 1990.
- Baul Von dr Saale: Merseburger Babeleien. Kulturhistorisches Museum Schloss Merseburg, Merseburg 1991.
- Paul Bartsch: Wernigerode, drumherum & mittendurch – ein Kinderwanderführer. Mitteldeutscher Verlag, Halle 1991, ISBN 3-354-00728-1.
- Klaus Fickenscher: Der Schatz im Brunnen, Aus der Sagenwelt Sachsen-Anhalts. Mitteldeutscher Verlag, Halle 1991, ISBN 3-354-00751-6.
- Sibylle May: Rocco ist die Nummer 1. Rowohlt Taschenbuch Verlag, Reinbek bei Hamburg 1991, ISBN 3-499-20608-0.
- Willy Ethner: Bernburger Geschichten. Museum Schloss Bernburg, Bernburg 2001, ISBN 3-9807097-4-4.
- Paul Bartsch: Der Brocken: drüber, drunter, mittendurch – ein Kinderwanderführer. Zweifach, Hale 1992, ISBN 3-929121-01-8.
- Axel Hofmann: Der Andermacher. Vorzugsedition mit Originalgrafik. Mitteldeutscher Verlag, Halle 2008, ISBN 978-3-89812-571-0.
- Maria Meinel: Ebenbild und Traumbild. Grafikbuch mit Original-Farblithografien. 2008.
- Ann-Kathrin Hanss: Tigerbaby Jonathan. Hasenverlag, Halle 2010, ISBN 978-3-939468-25-7.

## Ankäufe von Museen, Sammlungen, Bibliotheken
- 2000: Grafiken "Halleansichten", Stiftung der Saalesparkasse Halle[13]
- 2010: Windlandschaft. jenacon foundation gGmbH.[7]
- 2010: Geburt eines Zyklons. jenacon foundation gGmbH.[7]
- 2011: "Löwenreiter", Landtag von Sachsen-Anhalt[14]
- 2024: Monotypien „Merseburger Sagen“, Kulturhistorisches Museum Schloss Merseburg, Merseburg

## Werke / Publikationen
- Kompendium der visuellen Information und Kommunikation. Springer, Berlin/Heidelberg/New York 2007, ISBN 978-3-540-48930-6.
  - Kompendium der visuellen Information und Kommunikation. 2., überarb. und erw. Auflage. Springer, Berlin/Heidelberg/New York 2013, ISBN 978-3-642-35449-6.
- Zur Lesbarkeit und Erkennbarkeit von Open-Source Schriftarten im Umfeld „Leichter Sprache“. In: B. M. Bock, U. Fix, D. Lange (Hg.): „Leichte Sprache“ im Spiegel theoretischer und angewandter Forschung. Frank & Timme, Berlin 2017, S. 317–328.
- Barrierefreies Grafikdesign. In: Christiane Maaß, Isabel Rink (Hg.): Handbuch Barrierefreie Kommunikation. Frank & Timme, Berlin 2018, ISBN 978-3-7329-0407-5, S. 95–121. (online)
  - engl.: Accessible graphic design. In: Christiane Maaß, Isabel Rink (Hg.): Handbook of Accessible Communication. Frank & Timme, Berlin 2024, S. 95–118.
- mit Cordula Wünsche: Studie zur Verständlichkeit von Abstrakta in der barrierefreien Kommunikation unter Fokussierung des bildlichen Codes. In: Kerstin Alexander (Hg.): Mit Typografie und Bild barrierefrei kommunizieren. Forschungsstand und Studien. Frank & Timme, Berlin 2019, S. 323–380.
- (Hg.): Mit Typografie und Bild barrierefrei kommunizieren. Forschungsstand und Studien. Frank & Timme, Berlin 2019, ISBN 978-3-7329-0584-3.
- Barrierefrei kommunizieren – ein Forschungsstand. In: Kerstin Alexander (Hg.): Mit Typografie und Bild barrierefrei kommunizieren. Forschungsstand und Studien. Frank & Timme, Berlin 2019, S. 11–65.
- mit Gina Peschke: Open-Source-Schriften im Qualitätsvergleich. In: Kerstin Alexander (Hg.): Mit Typografie und Bild barrierefrei kommunizieren. Forschungsstand und Studien. Frank & Timme, Berlin 2019, S. 191–222.
- mit Marco Geue, Enrico Holzheuser, Felix Schute: Barrierefreie Typografie für mobile Endgeräte. In: Kerstin Alexander (Hg.): Mit Typografie und Bild barrierefrei kommunizieren. Forschungsstand und Studien. Frank & Timme, Berlin 2019, S. 223–239.